# Aphantopus infrapallida
Aphantopus infrapallida är en fjärilsart som beskrevs av Barend J. Lempke 1935. Aphantopus infrapallida ingår i släktet Aphantopus och familjen praktfjärilar. Inga underarter finns listade i Catalogue of Life.